# Vương hậu Vu thị
Vương hậu Vu thị (tiếng Hàn: 왕후 우씨; Hanja: 王后 于氏; mất năm 234), là một vương hậu của triều đại Cao Câu Ly. Bà giữ ngôi vương hậu tổng cộng hai lần, là phối ngẫu qua hai đời vua Cao Câu Ly thứ 9 và thứ 10, tức Cố Quốc Xuyên Vương và Sơn Thượng Vương. Xuyên suốt cuộc đời, bà nổi tiếng với việc nắm giữ nhiều quyền lực trong tay và có sức ảnh hưởng lớn đến cục diện chính trị vương triều Cao Câu Ly đương thời. Cuộc hôn nhân lần thứ hai của bà với Sơn Thượng Vương là một ví dụ điển hình cho tục nối dây truyền thống của người Triều Tiên cổ đại. Bà là người phụ nữ đầu tiên cũng như duy nhất trong lịch sử Triều Tiên kết hôn với hai vị vua khác nhau và trở thành vương hậu hai lần.

## Cuộc đời

### Vương hậu của Cố Quốc Xuyên Vương
Vu thị là con gái của Vu Tố (우소; 于素), không rõ nơi sinh và năm sinh, được gả cho vua Cố Quốc Xuyên Vương vào năm 180. Năm 190, sau một thời gian dài gia tộc Vu thị dựa vào quyền lực của vương hậu để dấn sâu vào chính trị, nhà vua đã thực hiện hàng loạt các biện pháp cứng rắn nhằm loại bỏ quyền lực của nhà Vu thị, dẫn đến sự nổi loạn của hai ngoại thích Tả Khả Lục (左可慮) và Ư Ti Lưu (於卑留). Tuy nhiên, ông qua đời vào năm 197 và không có con nối dõi.

### Vương hậu của Sơn Thượng Vương
Sau cái chết đột ngột của Cố Quốc Xuyên Vương, em trai của tiên vương là Cao Phát Kỳ, thứ nam của Tân Đại Vương, nghiễm nhiên trở thành người kế vị vì thứ tự của ông đứng thứ nhất trong hàng kế vị ngai vàng do tiên vương không có hậu duệ thừa tự. Tuy nhiên, Vu thị sau nhiều lần đàm phán đã bày tỏ sự không hài lòng về thái độ mà bà cho là ngạo mạn, tự cao và tham vọng của Cao Phát Kỳ, khi ông tuyên bố mình là người kế vị hoàn toàn hợp pháp, chính danh và phớt lờ đi quyền lực của Vu thị. Do đó, Vu thị đã lập mưu buộc ông về tội phản quốc, nhằm loại bỏ Cao Phát Kỳ và thay vào đó đưa người đứng thứ hai trong hàng kế vị là Cao Diên Ưu (高延優), người em kế sau Cao Phát Kỳ, lên ngôi.
Cao Phát Kỳ buộc phải tháo chạy đến vùng Liêu Đông, nằm ở phía đông bắc Trung Quốc, và cầu cứu Công Tôn Độ, một viên tướng nhà Đông Hán. Công Tôn Độ đã cho Cao Phát Kỳ mượn ba vạn quân trong cuộc xâm lược Cao Câu Ly giành lại vương quyền. Vương tử Cao Kế Tu (高罽須), người em út của Cao Diên Ưu và Cao Phát Kỳ, là người đã lãnh đạo cuộc chiến chống lại Phát Kỳ và giành chiến thắng. Cao Phát Kỳ thua cuộc liền tự tử không lâu sau đó và Vương hậu Vu thị thành công đưa Diên Ưu lên ngôi, trở thành vị vua thứ 10 của Cao Câu Ly, đồng thời tái lập Vu thị làm vương hậu chính thất của mình. Tuy nhiên, cả hai không có con chung và theo dã sử, trong một lần cầu nguyện trên núi, Sơn Thượng Vương đã nhận được một lời tiên tri rằng ông sẽ có một người con thừa kế sản nghiệp, nhưng là với một người phụ nữ khác.
Sau khi biết được Sơn Thượng Vương có qua lại với một người phụ nữ khác, Vu thị rất tức giận, liền ra lệnh cho thuộc hạ dẫn binh tìm giết người thiếp bên ngoài của nhà vua. Tuy nhiên, khi tìm được thì phát hiện người thiếp này đã có mang và đội quân đã tha cho bà. Sơn Thượng Vương về sau đã đón bà về cung và ban hiệu Tiểu hậu (小后), tức đệ nhị vương hậu. Tiểu hậu hạ sinh vương tử Ưu Vị Cư (憂位居) vào năm 209, và vẫn phải đối mặt với những áp lực từ phía Chính hậu. Năm 213, sách lập Ưu Vị Cư làm vương thế tử.

### Thái hậu của Đông Xuyên Vương
Năm 227, Sơn Thượng Vương băng hà, thế tử Ưu Vị Cư lên ngôi vương, dù gặp phải sự kìm hãm của thái hậu Vu thị, bà nhiều lần công khai gây hấn và làm khó tân vương, có lần, bà cho người hầu hất nước thừa lên áo của tân vương và cắt bờm con ngựa của nhà vua. Mặc dù bị thái hậu gây áp lực, Đông Xuyên Vương vẫn không tỏ ra khinh xuất với bà, mà ngược lại, ông còn ban thêm nhiều quyền lực cho gia tộc của thái hậu, đưa người của Vu thị vào những vị trí cao nhất trong bộ máy chính quyền của ông và luôn thể hiện sự hiếu thảo cũng như kính cẩn đối với đích mẫu Vu thị.
Năm 234, tức Đông Xuyên Vương năm thứ 8, thái hậu qua đời.

## Trong văn hoá đại chúng
- Xuất hiện trong manhwa The Queen's Empire năm 2020[16]
- Thủ vai bởi Jeon Jong-seo trong bộ phim truyền hình The Queen 'Woo' năm 2024 của Đài TVING